# دیاگو سانتوس رانگل
دیاگو سانتوس رانگل (به پرتغالی: Diogo Santos Rangel) مدافع اهل برزیل است که در شهر سائوپائولو و در تاریخ ۱۹ اوت ۱۹۹۱ به دنیا آمده‌است.
دیاگو سانتوس رانگل در تیم‌های فوتبال واسکو دوگاما سابقهٔ حضور دارد.